# Gretna (Nebraska)
Gretna est une ville du comté de Sarpy, au Nebraska (États-Unis). La ville est située à 387 m d'altitude. Le rencensement de 2000 dénombrait 2355 habitants et en 2008 la population était estimée à 6572 habitants.
Depuis 2000, Gretna a le plus important taux de croissance démographique des villes du Nebraska.

## Histoire
L'entreprise Burlington Railroad construit une voie de chemin de fer entre Omaha et Ashland en 1886. Une petite parcelle est achetée par la Lincoln Land Company la même année pour devenir un îlot d'habitation autour de la gare qui dessert le poste de traite de Forest City. Forest City, qui existe depuis 1856, est située à 4 km au sud-ouest de Gretna. C'est alors un comptoir important et prospère, mais le chemin de fer passe trop loin de la ville et Forest City tombe dans l'oubli. La seule trace restante de Forest City est le cimetière, situé un peu à l'est du comptoir.
Le village est incorporé le 10 juillet 1889. Le nom de la ville est lié à Gretna Green en Écosse, village d'origine des premiers colons.

## Géographie
Selon le Bureau du recensement des États-Unis, la ville a une superficie de 3,1 km2.
Les hôpitaux les plus proches sont le Lakeside Hospital d'Omaha (à 15 km) et le Midlands Hospital de Papillion (à 18 km).

## Référence
1. ↑  U.S. Census Bureau, 2008 Population Estimates, http://factfinder.census.gov

## Source
- (en) Cet article est partiellement ou en totalité issu de l’article de Wikipédia en anglais intitulé « Gretna, Nebraska » (voir la liste des auteurs).